# Lidgate
Lidgate – wieś i civil parish w Anglii, w hrabstwie Suffolk, w dystrykcie West Suffolk. Leży 46 km na zachód od miasta Ipswich i 88 km na północny wschód od Londynu. W 2011 roku civil parish liczyła 241 mieszkańców. Lidgate jest wspomniana w Domesday Book (1086) jako Litgata.